# Пьо, Морис
Морис Пьо (фр. Maurice Piot, 14 июля 1912 — 22 мая 1996) — французский фехтовальщик, призёр чемпионата мира и Олимпийских игр. Племянник Жана Пьо.

## Биография
Родился в 1912 году в Сен-Кантене. На французских соревнованиях выступал за фехтовальную школу при префектуре полиции Парижа (Salle d’Armes de la Préfecture de Police de Paris), в которой до 1946 года преподавал его дядя Жан. В 1950 году стал серебряным призёром чемпионата мира. В 1952 году завоевал бронзовую медаль Олимпийских игр в Хельсинки.